# London–Stansted repülőtér
A London–Stansted (IATA: STN, ICAO: EGSS) repülőtér a névadó Stansted Mountfitchet, illetve Takeley település közelében helyezkedik el az Essex megyei Uttlesford körzetében, 48 km-re északkeleti irányban London belvárosától. A főváros hat nemzetközi repülőtere közül a harmadik legforgalmasabb (Heathrow és Gatwick után). A repülőtér 4,6 km-re északkeletre található Bishop's Stortford kisvárosától és 9,7 km-re Harlowtól.
Stansted a bázisa több nagy európai diszkont légitársaságnak. A repülőtér tulajdonosa és üzemeltetője a Manchester Airports Group (MAG), amely tulajdonosa és üzemeltetője három másik brit repülőtérnek is. A MAG 2013. január 18-án mondott igent a vásárlásra a Heathrow Airport Holdings-nak, és az eladás 2013. február 28-án vált teljessé az 1,5 milliárd font kifizetésével. A BAA-t 2009 márciusában kötelezték az eladásra a Versenybizottság döntése alapján.

## Áttekintés

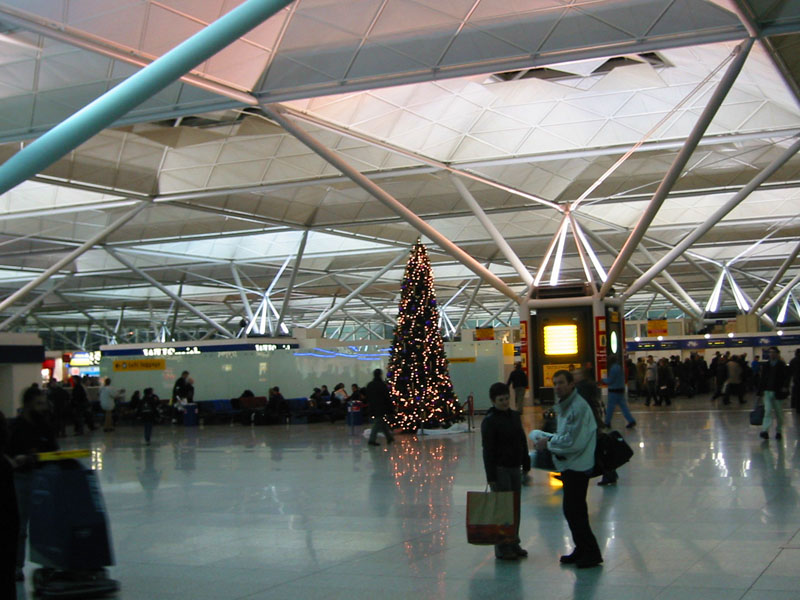
A terminál jellegzetes szerkezetű központi épülete

A repülőtérnek egyetlen nagy utasterminálja van, melyet Felsted nevű kis település mellett építettek fel. A terminálhoz négy terminálszárny kapcsolódik, ezekben találhatóak a beszállókapuk, közülük kettő közvetlen összeköttetésben van a főépülettel egy-egy utashíd révén, míg egy másik tranzit-vonattal közelíthető meg. A negyedik terminálszárny építése várhatóan 2009 év végéig befejeződik. A terminál fő-épületében található valutaváltó iroda, csomagmegőrző, üzletek, éttermek, bárok, valamint internet-hozzáférés. Autóbérlésre és taxi rendelésre ugyancsak van lehetőség a terminál épületében.
A terminál épülete a Foster Associates cég tervei alapján egy „úszó tetőt” testesít meg, melyet fordított piramisokra emlékeztető könnyű szerkezetű keret támasztanak alá, így azok stilizált repülő hattyú képzetét keltik. Mindegyik rácsszerkezet alapzata többszörös szerepet tölt be, hiszen az alátámasztó funkción túl helyet ad a megvilágításnak (mennyezet felé fordított lámpatestek visszatükröződő fénnyel világítják meg a terminált), valamint itt található a légkondicionáló-, vízhálózat, telekommunikációs hálózat és elektromos hálózat kimeneti vezetékrendszere. A repülőtér alaprajzát úgy tervezték, hogy akadálymentes haladást biztosítson az utasoknak, amint megérkeznek a parkolóba, továbbhaladhatnak az utasfelvételi (check-in) pultok felé, onnan a reptéri biztonsági ellenőrző kapukhoz, majd a beszállókapukhoz és mindezt egyazon emeleten.
1997 és 2007 között a Stansted gyorsan növekvő utasszámot tudhatott magáénak, ami elsősorban a diszkont légitársaságok iránti robbanásszerű keresletnek köszönhető, így forgalmának csúcspontja a 2007 októberéig bezárólag eltelt 12 hónapban volt. Azt követően az utasforgalma csökkenni kezdett, azaz 2009. május végével záruló 12 hónap alatt már csak 21 millió font volt.

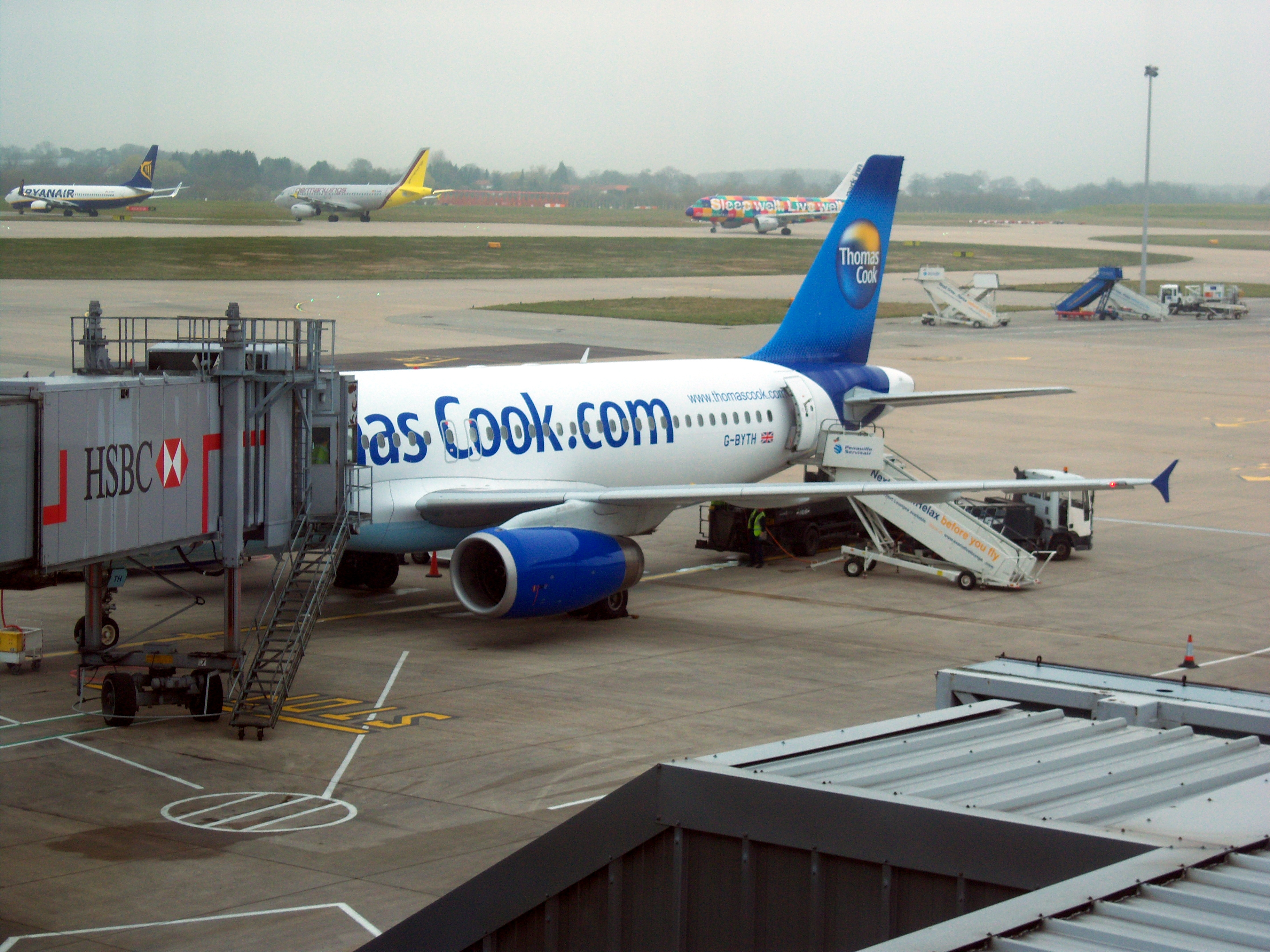
A Thomas Cook légitársaság Airbus A320-as gépe Stansteden

## Légitársaságok és úticélok
A Stansted elsősorban diszkont légitársaságokat kiszolgáló repülőtér, melynek járatait nagy többséggel az EasyJet és a Ryanair üzemelteti, bár charter- és távolsági járatok is indulnak innen. Ez Nagy Britannia harmadik legforgalmasabb repülőtere utasszám tekintetében, továbbá ugyancsak a harmadik legnagyobb teherforgalmát figyelembe véve.
A Ryanair légitársaság több járatot indít innen, mint bármely másik repülőtérről, összesen 106 úticélja mind belföldi, mind pedig külföldi repülőtereket tartalmaz Európában és Észak-Afrikában. A Stanstedről járatokat üzemeltető légitársaságokat és úticéljaikat az alábbi táblázatok foglalják össze.

### Menetrend szerinti járatok
| Légitársaságok          | Úticélok |
| ----------------------- | --- |
| AirAsia X               | Kuala Lumpur |
| Atlantic Airways        | Vágar |
| Albanian Airlines       | Tirana |
| Aurela                  | Vilnius (szezonális) |
| Aurigny Air Services    | Guernsey, Jersey |
| Blue Air                | Bukarest-Băneasa, Nagyszeben, Thessaloniki |
| Cyprus Airways          | Larnaca, Paphos |
| Cyprus Turkish Airlines | Adana, Antalya, Bodrum, Dalaman, Gaziantep, Isztambul-Sabiha Gökçen, İzmir |
| EasyJet                 | Alicante, Amsterdam, Asturias, Barcelona, Belfast-International, Bilbao, Koppenhága, Edinburgh, Faro, Fuerteventura, Funchal, Genf (szezonális), Glasgow-International, Ibiza (szezonális), Ljubljana, Lyon, Málaga, München, Nápoly, Newcastle upon Tyne, Nice, Palma de Mallorca, Prága, Tallinn |
| Germanwings             | Köln/Bonn, Stuttgart |
| Iceland Express         | Reykjavik-Keflavik |
| Norwegian               | Trondheim |
| Pegasus Airlines        | Isztambul-Sabiha Gökçen |
| Ryanair                 | Aarhus, Agadir, Alghero, Alicante, Almería [szezonális], Altenburg, Ancona, Angoulême (szezonális), Belfast-City, Bergerac, Berlin-Schönefeld, Biarritz, Billund, Bologna, Pozsony, Bréma, Brescia, Brindisi, Brno, Budapest, Bydgoszcz, Carcassonne, Cork, Cuneo (szezonális), Dinard, Dublin, Eindhoven, Eszék, Faro, Friedrichshafen, Gdansk, Genova, Girona, Glasgow-Prestwick, Göteborg-City, Granada, Graz, Grenoble (szezonális), Hahn, Haugesund, Ibiza, Jerez de la Frontera, Karlsruhe/Baden-Baden, Katowice, Kaunas, Kerry, Klagenfurt, Knock, Kraków, La Rochelle, Lanzarote, Las Palmas de Gran Canaria, Limoges, Linz, Lódz, Londonderry, Lourdes (szezonális), Lübeck, Madrid, Málaga, Marseille, Memmingen, Milánó-Orio al Serio, Montpellier (szezonális), Murcia, Newquay, Oslo-Rygge, Oslo-Torp, Palermo, Palma de Mallorca, Parma, Pau, Perpignan (szezonális), Perugia, Pescara, Pisa, Poitiers, Porto, Poznan, Pula (szezonális), Reus, Riga, Rimini, Rodez, Rome-Ciampino, Rzeszów, Salzburg, Santander, Santiago de Compostela, Sevilla, Shannon, Stockholm-Skavsta, Stockholm-Västerås, Szczecin, Tampere, Tenerife-Dél, Toulon (szezonális), Tours, Trieszt, Turin, Valencia, Valladolid, Velence-Treviso, Weeze, Wroclaw, Zadar (szezonális), Zaragoza |
| Star1 Airlines          | Vilnius |
| Titan Airways           | Chambery, Sion |
| Turkish Airlines        | Isztambul-Atatürk, Isztambul-Sabiha Gökçen |

### Charterjáratok
| Légitársaságok       | Úticélok |
| -------------------- | --- |
| BH Air               | Burgas [szezonális] |
| Eurocypria Airlines  | Iraklion [szezonális], Paphos [szezonális] |
| Jet2.com             | Lourdes [szezonális], Palma de Mallorca [szezonális] |
| Monarch Airlines     | Genf [szezonális] |
| Onur Air             | Bodrum [szezonális], Dalaman [szezonális] |
| Pegasus Airlines     | Bodrum [szezonális] |
| Thomas Cook Airlines | Antalya [szezonális], Bodrum [szezonális], Dalaman [szezonális], Faro [szezonális], Fuerteventura, Ibiza [szezonális], Las Palmas de Gran Canaria [szezonális], Lanzarote, Larnaca [szezonális], Menorca [szezonális], Monastir, Palma de Mallorca [szezonális], Reus [szezonális], Sharm el-Sheikh [szezonális], Tenerife-Dél, Zákintosz [szezonális] |
| Thomson Airways      | Antalya [szezonális], Bodrum [szezonális], Korfu [szezonális], Dalaman [szezonális], Faro [szezonális], Fuerteventura [szezonális], Grenoble [szezonális], Iraklion [szezonális], Ibiza [szezonális], Innsbruck [szezonális], Kefalónia [szezonális], Lanzarote, Las Palmas de Gran Canaria [szezonális], Larnaca [szezonális], Menorca [szezonális], Palma de Mallorca [szezonális], Paphos, Reus [szezonális], Rodosz [szezonális], Salzburg [szezonális], Sharm el-Sheikh, Tenerife-Dél, Zákintosz [szezonális] |
| Titan Airways        | Fagernes [szezonális], Grenoble [szezonális], Lourdes |

### Menetrend szerinti cargo (teher) járatok
| Légitársaságok                                    | Úticélok |
| ------------------------------------------------- | --- |
| Asiana Cargo                                      | Milánó-Malpensa, Szöul-Incheon |
| BAC Express Airlines                              | Exeter, Inverness |
| British Airways World Cargo/Global Supply Systems | Atlanta, Csennai, Chicago-O'Hare, Delhi, Frankfurt, Hartsfield-Jackson Atlanta, Hong Kong, Houston-Intercontinental, Mumbai, München, Seattle |
| Coyne Airways/Global Supply Systems               | Köln/Bonn, Tbilisi |
| FedEx                                             | Birmingham, Dublin, Indianapolis, Memphis, Newark, Párizs-Charles de Gaulle                                                                   |
| FedEx/Air Contractors                             | Dublin, Glasgow-International, Manchester, Párizs-Charles de Gaulle                                                                           |
| FedEx/West Air Sweden                             | Amszterdam |
| Jet2.com                                          | Edinburgh, Newcastle upon Tyne |
| Martinair Cargo                                   | Amszterdam, San Juan |
| Royal Jordanian Airlines                          | Amman, New York-JFK, San Diego |
| Titan Airways                                     | Belfast-International, Edinburgh, Exeter, Newquay                                                                                             |
| United Parcel Service                             | Köln/Bonn, Newark, New York JFK |

## Infrastruktúra

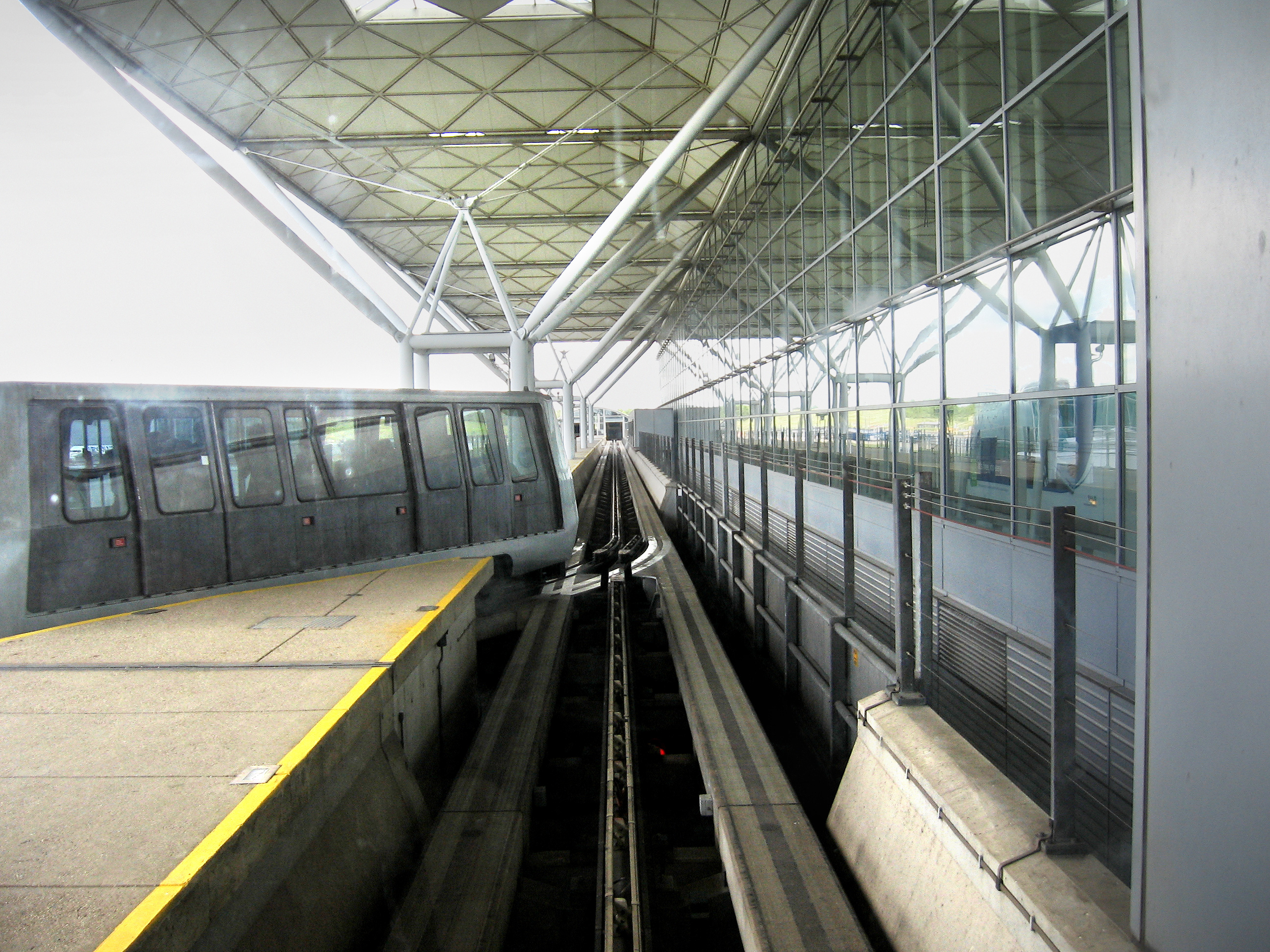
Tranzit-vonat

### A Terminál
A Stansted repülőtér alaprajza nagyban eltér sok más repülőtértől, elsősorban az Egyesült Királyságban. Maga az épület egy hosszú téglalap alakú üveg-épület, melyet három részre osztottak fel: Check-in váró, indulási csarnok és érkezési csarnok. A terminál központi épületében nincsenek beszállókapuk, helyette három, egymástól elkülönülő, téglalap alapú terminálszárny épült, ahová a beszállókapukat létesítették, valamint egy negyedik szatelit terminálszárny építés alatt áll. Két szárny és a központi épület között tranzit-vonat szállítja az induló- és érkező utasokat. A harmadik szárny tranzit-vonat összeköttetés helyett mozgójárdával üzemel. A negyedik, épülő szárnyból valószínűleg tranzit-vonattal lehet majd bejutni a központi épületbe, hiszen túl messze van a gyalog sétához.

## A repülőtér megközelítése

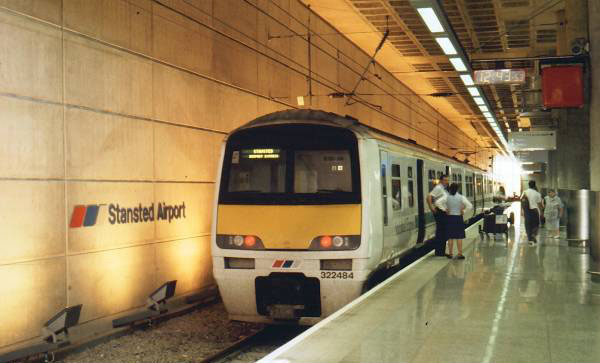
A Stansted vasútállomás

### Vonattal
A Stansted Airport vasútállomás a terminál központi épülete alatt található, ahonnan vonattal eljuthatnak az utasok Cambridge-be, Leicesterbe, és Közép-Angliába az óránként közlekedő – CrossCountry által üzemeltetett – vonatokkal. A Stansted Express reptéri transzfer-vonat 15 perces gyakorisággal közlekedik a repülőtér és London Liverpool Street pályaudvar között. A menetidő 45-60 perc. Egy másik járat hétfőtől szombatig óránként közlekedik Harlow és London Stratford állomásokra, ez a vonat pedig a legtöbb megállóhelyen megáll.

### Távolsági és helyi buszjárattal

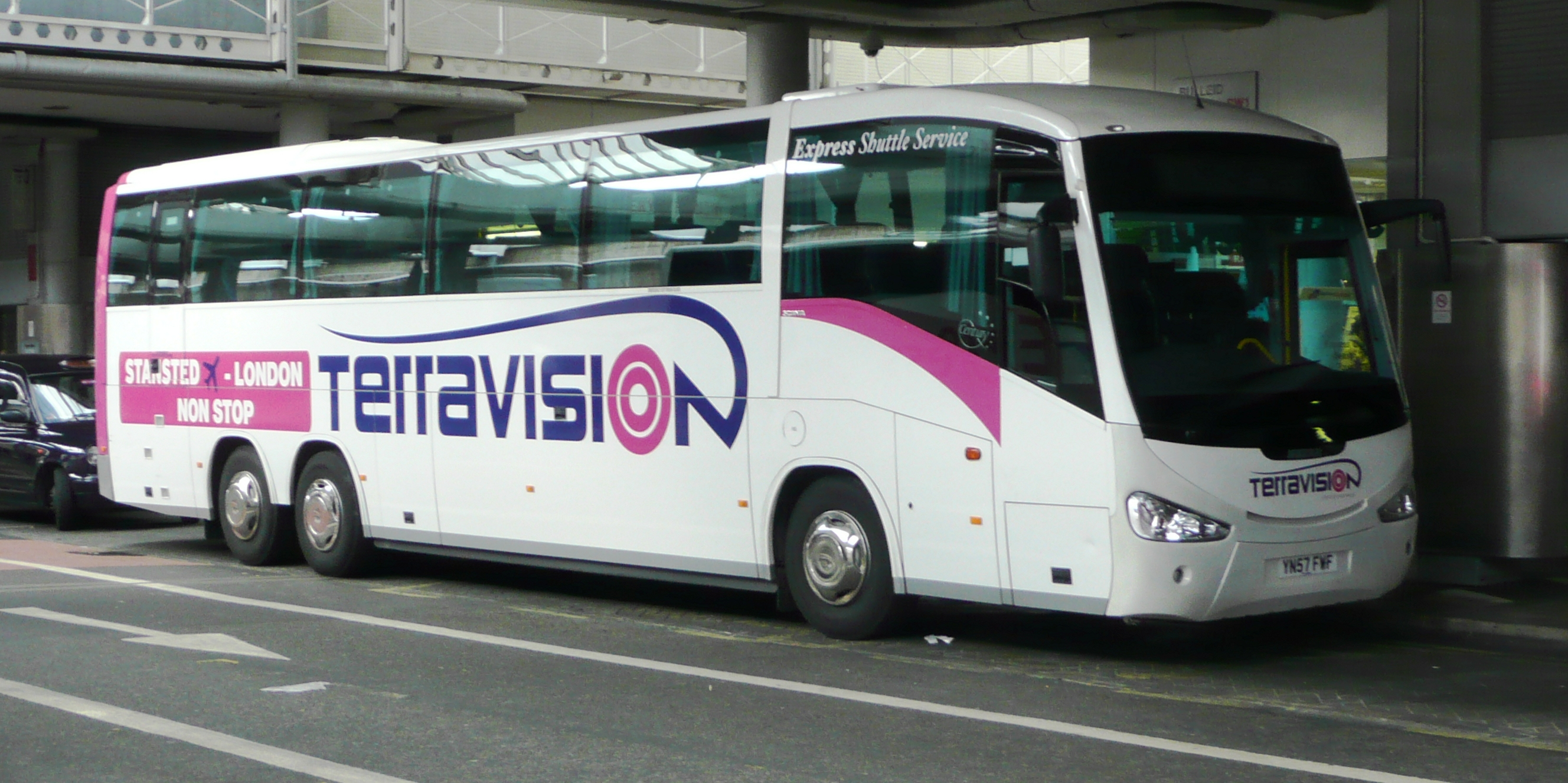
A Terravision társaság busza a terminál előtt

- Menetrend szerinti expressz vagy távolsági buszok közlekednek a reptér és London néhány pályaudvara között: Stratford (menetidő: 45 perc), Victoria buszpályaudvar (75 perc), Liverpool Street pályaudvar (55 perc) és Golders Green metróállomás (70 perc). A buszok nagyjából a vonatjegy árának feléért viszik az utasokat, azonban a menetidő hosszabb.

A buszmegálló közvetlenül a terminál központi épülete mellett található.
- A National Express társaság üzemeltet menetrend szerinti, de nem túl gyakori buszjáratot Oxfordból, JL737 jelzéssel, a menetidő pedig nagyjából 3 óra, ezen kívül Cambridge-be is van járata, amely óránként közlekedik.
- Az EasyBus és a Terravision ugyancsak üzemeltet járatokat a reptér és London belvárosa között, továbbá az Excel távolsági buszai Capel St Mary és Ipswich településekről 2 óránként indulnak éjjel-nappal. Ezek a járatok Airdirect megnevezéssel futnak.
- A közelmúltban[mikor?] egy új útvonalon indítottak X3 jelzésű buszokat, melyek Stanstedet Grays várossal kötik össze Brentwood, Ongar és Basildon érintésével. A buszok 2 óránként indulnak éjjel-nappal.
- Ugyancsak rendszeres buszjárat közlekedik Colchesterbe (Braintree, Bradwell, Marks Tey és az Essex-i Egyetem érintésével), X22 jelzéssel, két óránként, a hét minden napján (karácsony kivételével).
- Néhány helyi társaság a környező települések érintésével alakította ki az útvonalait, így például Bishop’s Stortford és Stansted Mountfitchet irányába az 510-es (Harlow és Stansted végállomásokkal), a 308-as (Bishops Stortford és Stansted végállomásokkal) és 700 Express (Stevenage és Stansted végállomásokkal) jelzéssel közlekedtet buszokat.
- A környező falvakba az 5 és 7 jelzésű járatok visznek utast.

### Úton
Stansted a London északkeleti szélét és Cambridge városát összekötő M11 jelű autópálya mentén fekszik. Másik jelentős út, melyen Stansted elérhető az A120 jelű kétsávos országút Braintree, Colchester és Harwick irányából. Hosszútávú autómegőrzés a terminál központi épületétől 2 km-re lévő parkolóban lehetséges, ahonnan az utasnak célszerű legalább 20 percet beleszámolnia az időbeosztásába a parkolás és a transzfer-busz menetideje miatt a check-in előtt. A terminál mellett rövidtávú parkolóhelyek vannak.

## Jóváhagyásra váró fejlesztések

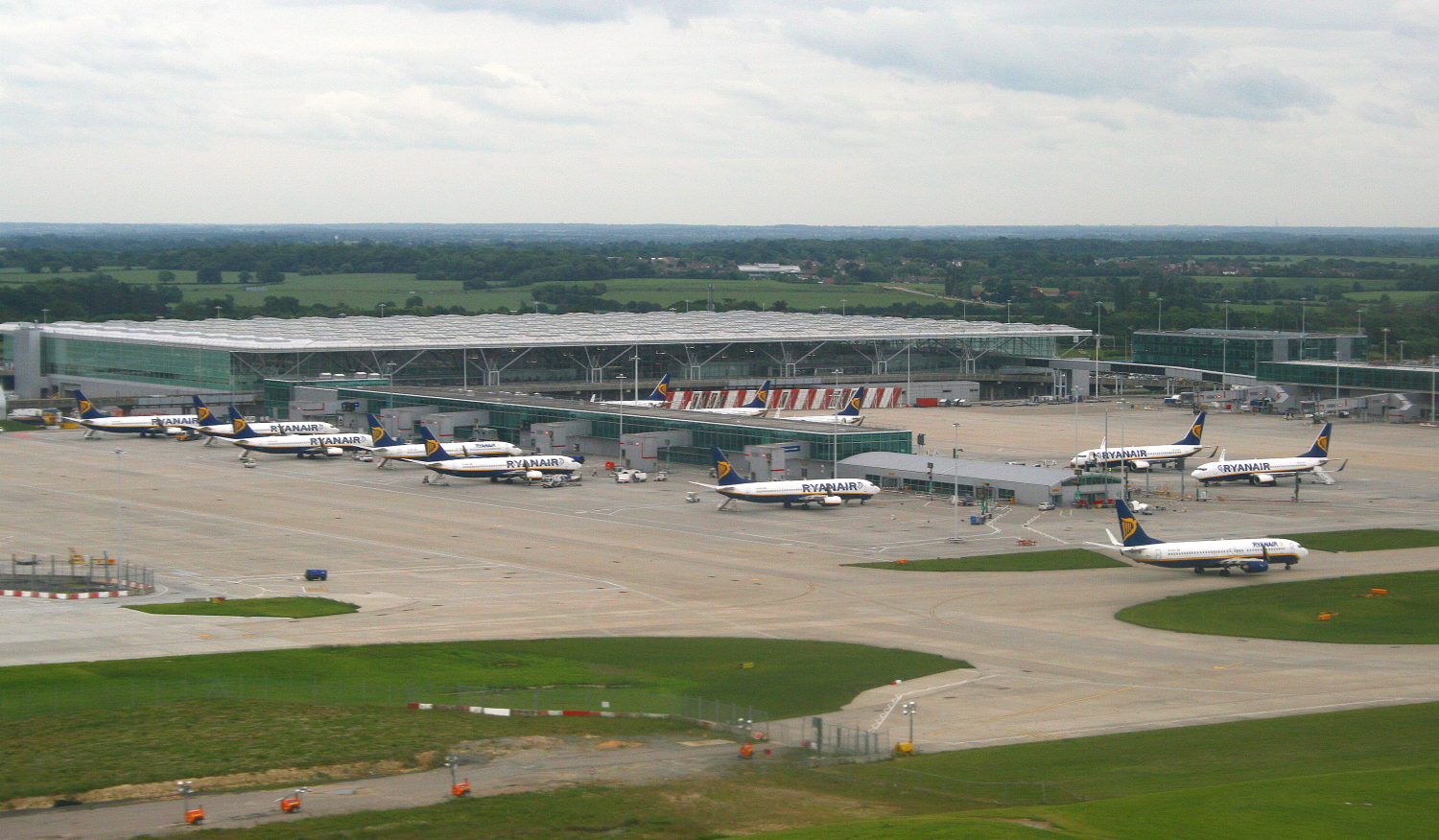
A reptér madártávlatból

### London-Stansted második kifutópálya
2008. március 11-én az üzemeltető BAA kihirdetett egy terv-pályázatot egy második kifutópálya és terminál-épület megépítésére. A tervpályázat alapja a 2003-ban kidolgozott Air Transport White Paper volt, amely a kormány által a jövő közlekedési stratégiájára kidolgozott felvetések és azokra vonatkozó javaslatokat tartalmazza. A terv-pályázat egy a jövőben esedékes közvélemény-kutatás eredményétől függően kaphat létjogosultságot. Amennyiben pozitív döntés születik, egy második kifutópálya lehetővé tenné a Stansted számára, hogy több utast szolgáljon ki, mint amennyi manapság a Heathrow repülőtéren megfordul.
A kormány ATWP tanulmánya a második kifutópálya megépítését 2011-es határidővel sürgeti. Ezzel szemben a BAA 2008-as terve 2015-ös nyitási határidőt tart lehetségesnek. 2009-ben a BAA korrigálta a nyitási határidőt 2017-re. A második kifutópálya megépítésére vonatkozó közvélemény-kutatás eredeti időpontja 2009. április 15. volt, azonban Hazel Blears (Önkormányzati és Kisközösségi ügyekért felelős miniszterasszony) elhalasztotta azt, hogy időt adjon a BAA-nak és a kormánynak arra, hogy átgondolhassák a Versenyhivatal Stansted eladásáról szóló határozatának jelentőségét.
A tervezett bővítés vitákat robbantott ki, amikor kiderült, hogy a munkálatok miatt 18 listás (történelmi jelentősége, vagy építészeti értéke miatt különösen védett) épületet kellene lebontani.
A Stop Stansted Expansion (Állítsd meg a Stansted bővítését) érdekvédelmi csoport 2002-ben alakult az északnyugat essexi és Kelet Herts-i Műemlékvédelmi Egyesületek munkacsoportból. Nagyjából 7000 tagot számolnak, melyek között több, mint 100 helyi hatóság, és egyéb szervezetek vannak. A csoport aktívan harcol a tagok álláspontjáért, vagyis a reptér fenntarthatatlan bővítési tervei ellen.

## Története

### Második világháború
A repülőteret 1943-ban nyitották meg és a második világháború idején – akkor RAF Stansted Mountfitchet volt a neve – a Brit Királyi Légierő, valamint az Amerikai Hadsereg Légierejének repülőbázisa volt. Főként a bombázók fel- és leszállásához, valamint azok karbantartására használták. Habár a hivatalos megnevezése Stansted Mountfitchet volt, mindenki a Stansted nevet használta szóban és írásban egyaránt.
Elsőként a USAAF 8. repülőszázada számára jelölték ki a repülőteret 1941-ben, hogy a nehézbombázónak ez legyen a bázisa. Stansteden repülőgép-pilótáka képeztek ki, továbbá lőszer utánpótlási lerakatot és szerelő műhelyt hoztak létre ahol például a B-26 típusú bombázók átalakítását végezték. A Partraszállás napját követően ezeket a tevékenységeket áthelyezték Franciaországba, azonban a lőszer- és alkatrész utánpótlási lerakat továbbra is innen látta el a kontinensen szolgáló repülőgépeket.

### Háború utáni használata
Miután 1945. augusztus 12-én az amerikai csapatokat kivonták a háborúból, Stanstedet átvette a Légügyi Minisztérium és 263 számú Karbantartó Egység néven a Királyi Légierő tárolóbázisaként működött tovább. 1946 és 1947 augusztusa között német háborús hadifoglyok elkülönítő tábora működött itt. Végül a Polgári Repülés Minisztériuma 1949-ben megkapta a Stansted felügyeleti jogát, az amerikai hadsereg pedig 1954-ben visszatért, hogy meghosszabbítsák a kifutópályát egy esetleges NATO támaszpont kialakítása miatt. Végül a támaszpontot soha nem hozták létre, a repülőtér pedig visszakerült a polgári repüléshez 1957-ben, majd 9 évvel később a BAA irányítása alá.
Az 1960-as, 1970-es és 1980-as években a tűzoltóság kiképző-iskolája a repülőtér keleti végében kapott otthont. Az iskolában képezték ki a reptéri tűzoltókat mind az Egyesül Királyságba, mind pedig a kontinens más országaiba.

### Kereskedelmi üzemeltetés
1966-ban, miután a repülőtér a BAA irányítása alá került, Stanstedet elsősorban charter járatok üzemeltetésére használták, ezzel próbálva kiküszöbölni a Heathrow és Gatwick esetén jelentkező magas illetékeket. Később aztán a BAA és a kormány a repülőtér fejlesztése mellett döntött, hogy csökkenthessék az előbbi két repülőtér leterheltségét, ezzel pedig a főváros harmadik repülőtere legyen. Az első terminálépület 1969-ben nyílt meg az utazóközönség előtt, majd egy évvel később kibővítették a megnövekedett utasforgalom miatt.
1984-ben a kormány elfogadta a repülőtér további –két ütemben történő - fejlesztésének tervét, amely tartalmazta mind a terminál, mind pedig a reptér bővítését, hogy alkalmas legyen évi 15 millió utas kiszolgálására.
A jelenlegi terminál épületének építési munkálatai 1988-ban kezdődtek és 1991-ben fejeződtek be. A terveket a nemzetközileg is elismert Lord Foster készítette. Abban az időben a Stansted volt a legmodernebb repülőtér-komplexum a világon, és 100 millió angol fontba került. 
Az első távolsági járat 1990 elején indult az American Airlines üzemeltetésében London és Chicago között, ugyanakkor mivel veszteséges volt, 1993-ban megszüntették.
A Continental Airlines szintén indított járatokat az 1990-es évek végén Newark repülőterére, ezeket aztán a 2001. szeptember 11-ei események után leállították.
A távolsági járatok csak 4 évvel később, 2005-ben tértek vissza a repülőtérre az Eos Airlines és a MAXjet Airways üzemeltetésében. Mindkét légitársaság csak üzleti utazóknak kínált jegyeket Stansted és New York JFK között. Egy évvel később a MAXjet kiterjesztette a járatait Washington D.C., Las Vegas és Los Angeles felé. Az American Airlines pedig napi rendszerességgel közlekedő járatokat indított 2007 októberétől a New York JFK-re, valamint 2008-tól tervezték egy második napi rendszerességgel közlekedő járat bevezetését is. Utóbb mindhárom légitársaság beszüntette a járatait, miután a MAXjet csődbe ment 2007 decemberében, majd mindössze négy hónappal később az Eos Airlines-szal is ugyanez történt. Végezetül 2008 júliusában az American Airlines megszüntette az utolsó transzatlanti járatot is. Stanstedről indultak menetrend szerinti járatok a kanadai Torontóba, Montréalba és Vancouverbe is, de ezeket is megszüntették.
Az Ázsiába közlekedő távolsági gépeket 2009 márciusában vezették be a maláj Air Asia X fapados járatával, amely közvetlenül elérhetővé tette Kuala Lumpurt.
1984-óta a repülőtér kapacitása évi 25 millió utas-ra van korlátozva, ezt pedig a környező települések lakosságával készített közvélemény-kutatás alapozta meg, és az akkori kormány hivatalosított.
Egy nagyszabású bővítési program 2007 és 2009 között zajlott le, melynek során közel 5900 négyzetméter területtel bővült a terminál központi épülete, ezáltal új csomagátvételi futószalagokat telepítettek az érkezési csarnokban, a bevándorlási hivatallal új útlevél ellenőrző részleget kapott, valamint egy új „hypostyle-jellegű” érkezési csarnok épült modernizált helyiségekkel.
2006 novemberében az Uttlesford körzet önkormányzata elutasította a BAA kérvényét, amely több repülőgép közlekedésére, illetve a korlátozott utasforgalom eltörlésére vonatkozott. A BAA azonnal fellebbezett a döntés ellen, és a másodfokú döntést egy közvélemény-kutatás végeredményéhez kötötték, melyet 2007 májusa és októbere között tartottak. Alan Boyland tervezési biztos javaslatot tett 2008-ban, melyet a közlekedési miniszter (Geoff Hoon) és az önkormányzati és kisközösségi ügyekért felelős miniszter (Hazel Blears) is pártfogolt. Ők mindannyian egyetértettek a BAA fellebbezésével. 2009 folyamán egy sor jogi támadást utasított el a Legfelsőbb Bíróság, melyeket a - második kifutópálya tervei kapcsán - már említett SSE érdekvédelmi csoport kezdeményezett.
2008-ban 57 aktivistát tartóztattak le a Plane Stupid csoportból (a repülőterek bővítése ellen tiltakoznak az Egyesült Királyságban), mert átmásztak a repülőteret övező kerítésen és élő kordont alkotva felsorakoztak a kifutópálya mentén, így 52 járat törlésére kényszerült a forgalmi irányítás.

## Balesetek
A Stanstedet a kormány azokra az esetekre jelölte ki, ha esetleges gépeltérítők az Egyesült Királyság területén szeretnének leszállni, itt tehetik meg. A döntés annak köszönhető, hogy a jellegzetes kialakítás révén az eltérített repülő elkülöníthető mind a terminál épületétől, mind pedig a kifutópályától, így a forgalmat nem kell leállítani, amíg a gépeltérítőkkel folytatott egyezkedés zajlik, vagy amíg egy esetleges rohamot, illetve mentőakciót kiviteleznek. A repülőtér alkalmazottjai speciális kiképzést kapnak a gépeltérítéses ügyek kezelésére. A fentiek miatt a Stanstednek sokkal több gépeltérítéses ügye volt már eddig, mint amit egy méretében hasonló repülőtértől várnának.
- 1998. március 31-én egy bérelt Hawker Siddeley HS 748 típusú gép (az Emerald Airways tulajdona) a Leeds United football csapatot szállította, amikor felszállás közben az egyik hajtóművében robbanás történt, ennek következtében kényszerleszállást kellett végrehajtania. A fedélzeten tartózkodó utasok mindannyian túlélték az esetet, mindössze páran szereztek könnyebb sérüléseket.
- 1999. december 22-én a Korean Air Cargo légi-teherfuvarozó vállalat 8509-es számú Boeing 747 típusú gépe felszállás után nem sokkal lezuhant a pilóta hibája miatt. A fedélzeten tartózkodó négy tagú személyzet életét vesztette. A baleset a Hatfield erdő felett történt, Great Hallingbury község mellett.
- 2000. február 6-án az Ariana Afghan Airlines társaság Boeing 727 típusú gépét 156 emberrel a fedélzetén eltérítették és a Stanstedre repült. Végül egy négy napos - holtpontra került -egyeztetést követően a túszokat szabadon engedték, az incidens pedig békésen végetért. Utóbb kiderült, hogy a gépeltérítők indítéka a menedékjog megszerzése volt az Egyesült Királyság területére, vitát robbantva ezzel ki az ország bevándorlás helyzete körül. Az utasok közül sokan ugyancsak menedékjogot kértek. 2004 júliusában nyilvánosságra került, hogy a gépeltérítők menedékjog elnyerésére tett erőfeszítései eredményesek voltak, míg az ellenük felhozott gépeltérítési vádakat semmissé nyilvánították a bíróság pontatlan tájékoztatása miatt 2003-ban.
- 2002. február 27-én a Ryanair Dublin és London között közlekedő, 296 számú, Boeing 737-800 típusú gépét landolást követően evakuálni kellett, mert a földi személyzet füstöt észlelt az egyik hajtóműben. Az elrendelt vizsgálat azt derítette ki, hogy feltehetően füstölgő olaj okozhatta az incidenst, amely törött csapágyak közül folyt ki, lévén, hogy nem találtak tűz jelenlétére utaló károsodást. Noha a repülőgépet 90 másodpercen belül sikerült kiüríteni, a személyzetnek gondot okozott a vészkijáratok kinyitása, ezért a Légi Baleseteket Kivizsgáló Csoport változtatásokat javasolt az utaskísérő személyzet tréningjében, hogy a későbbi hasonló szituációkat jobban kezelhessék.

## Fordítás
- Ez a szócikk részben vagy egészben  a   London Stansted Airport című angol nyelvű Wikipédia-szócikk fordításán alapul.  Az eredeti cikk szerkesztőit annak laptörténete sorolja fel. Ez a jelzés csupán a megfogalmazás eredetét és a szerzői jogokat jelzi, nem szolgál a cikkben szereplő információk forrásmegjelöléseként.